# Fondation Perl
La fondation Perl (abrégée « TPF », de l'anglais « The Perl Foundation ») est destinée à la promotion du langage de programmation Perl par la discussion ouverte, la collaboration, la conception et le codage. TPF est une organisation à but non lucratif, basée à Holland.

## Projets et activités
TPF supporte l'utilisation et le développement de Perl de diverses manières :
- Le support des conférences YAPC ;
- L'allocation de ressources pour différents projets Perl ;
- Le support de site web communautaires tels que Perl Mongers ;
- La gestion des copyrights pour Perl 6 et Parrot.

## Gouvernance
Différents comités gèrent au jour le jour TPF, comme le comité des conférences et celui des allocations de ressources pour différents projets. Ces comités rendent compte au comité directeur qui pilote les opérations de TPF. Tous ces groupes sont contrôlés par le conseil d'administration. Tous les membres, dont le conseil d'administration, sont des volontaires bénévoles. TPF aide à la gestion des projets Perl du Google Summer of Code.